# Salix tracyi
Salix tracyi är en videväxtart som beskrevs av John Ball. Salix tracyi ingår i släktet viden, och familjen videväxter. Inga underarter finns listade i Catalogue of Life.